# Luis Fuentes
Luis Fuentes (Petorca, 14 de agosto de 1971) é um ex-futebolista chileno que atuava como defensor.

## Carreira
Luis Fuentes integrou a Seleção Chilena de Futebol na Copa América de 2001 e 2004.